# Renate Wagner (Theaterwissenschaftlerin)
Renate Wagner (auch Renate Wagner-Wesemann, geboren 1946 in Wien) ist eine österreichische Theaterwissenschaftlerin und  Kulturjournalistin. Sie ist unter anderem Expertin für Arthur Schnitzler.

## Leben
Renate Wagner promovierte 1970 in Theaterwissenschaft mit ihrer Dissertation über Wiener Schnitzler-Aufführungen 1891-1970, die 1971 als Buch publiziert wurde. 1972 lernte sie bei einer Schnitzler-Aufführung im Theater in der Josefstadt Hans Weigel kennen. Er wurde ihr Mentor und ermutigte sie, ein Buch über die Frauen um Arthur Schnitzler zu schreiben, das 1980 erschien. Sie war für die Kulturredaktion des ORF tätig, schrieb Theaterkritiken für österreichische sowie deutsche Zeitungen und als Buchautorin weitere Biografien. Sie hatte bereits ein Lexikon über Leben und Werk von Johann Nestroy herausgebracht, als sie zum 150. Todestag des Dichters eine umfangreiche Biografie veröffentlichte, in der sie sein Leben chronologisch nachzeichnete. In ihrem dreibändigen Werk Heimat bist Du großer Töchter porträtierte sie bedeutende Österreicherinnen.

## Veröffentlichungen
- Wiener Schnitzler-Aufführungen 1891-1970. Mit Brigitte Vacha, Prestel Verlag, München 1971, ISBN 978-3-7913-0336-9 (zugl. Dissertation)
- Frauen um Arthur Schnitzler. Verlag Jugend & Volk, Wien 1980, ISBN 978-3-7141-7102-0
- Arthur Schnitzler. Eine Biografie. Molden Verlag, Wien-München-Zürich-New York 1981, ISBN 978-3-217-01198-4
- Würde, Glanz und Freude. Vom festlichen Leben und Treiben in den Zeiten (kulturhistorische Essays). Styria-Verlag Edition Kaleidoskop, Graz-Wien-Köln 1981, ISBN 978-3-222-11366-6[3]
- Ferdinand Raimund. Eine Biographie. Kremayr & Scheriau, Wien 1985, ISBN 978-3-218-00425-1
- Heimat bist Du großer Töchter. Aufsatzsammlung, drei Bände, Wien 1992, 1995, 1996
- Die Löwinger-Bühne. Das Burgtheater für den kleinen Mann. Ueberreuter, Wien 1996, ISBN 3-8000-3630-4.
- Nestroy zum Nachschlagen. Sein Leben, sein Werk, seine Zeit. Styria Verlag, Graz–Wien–Köln 2001, ISBN 978-3-222-12873-8
- Wie ein weites Land. Arthur Schnitzler und seine Zeit. Amalthea Signum Verlag, Wien 2005, ISBN 3-85002-568-3[4]
- Der Störenfried. Johann Nestroy – ein Theaterleben. Kremayr & Scheriau, Wien 2012, ISBN 978-3-218-00836-5

## Hörspiele
- 1976: Ich lebe um zu schreiben – Regie: Ferry Bauer (Hörspiel – ORF Oberösterreich)
- 1995: Arthur Schnitzler, Adele Sandrock: ?Ich Dich ewig! – Adele Sandrock und Arthur Schnitzler. Ein Hörspiel aus Briefen, Telegrammen und Tagebüchern – Regie: Renate Heitzmann (Hörspielbearbeitung – Deutschlandradio)

Quellen: Ö1-Hörspieldatenbank für die österreichische und ARD-Hörspieldatenbank für die deutsche Produktion